# Phaenopsectra incompta
Phaenopsectra incompta är en tvåvingeart som först beskrevs av Zetterstedt 1838.  Phaenopsectra incompta ingår i släktet Phaenopsectra och familjen fjädermyggor.
Artens utbredningsområde är Grönland. Inga underarter finns listade i Catalogue of Life.